# Joy Barlow
Joy Barlow (* 18. Mai 1923 in St. Paul, Minnesota; † 2. Mai 1995 in North Hollywood, Los Angeles), auch bekannt als Joy Barlowe, bürgerlicher Name Dorothy June Thompson, war eine US-amerikanische Schauspielerin.

## Karriere
Im Alter von 18 Jahren bekam sie ihre erste kleine Filmrolle in Louisiana Purchase (1941), wo unter anderem Bob Hope und Blanche Grady die Hauptrollen spielten. Es folgten weitere Kurzauftritte in Filmen wie Der Engel mit der Trompete (1945), Two Guys from Texas (1948) oder Cinderella Jones (1946). Auch in Howard Hawks’ Tote schlafen fest (1946) hatte sie einen Kurzauftritt, in dem sie als Taxifahrerin Humphrey Bogart alias Philip Marlowe herumfährt. Mit Dorothy Malone, ebenfalls einer Darstellerin aus Tote schlafen fest, drehte Barlow mehrere Filme. 
Heute kennen filmkundige Menschen Joy Barlow durch ihren Auftritt als Mary Lou in The Trespasser (1947) und durch ihren kleinen Auftritt als Taxifahrerin in Tote schlafen fest.
Joy Barlow starb am 2. Mai 1995, 16 Tage vor ihrem 72. Geburtstag, in North Hollywood an den Folgen eines Schlaganfalls.

## Filmografie (Auswahl)
- 1941: Louisiana Purchase
- 1942: Call of the Canyon
- 1943: Thank Your Lucky Stars
- 1945: Der Engel mit der Trompete (The Horn Blows at Midnight)
- 1945: George White’s Scandals
- 1945: Earl Carroll Vanities
- 1945: Don’t Fence Me In
- 1946: Tote schlafen fest (The Big Sleep)
- 1946: Cinderella Jones
- 1947: Blackmail
- 1947: The Trespasser
- 1948: The Decision of Christopher Blake
- 1948: Two Guys from Texas
- 1949: Stern vom Broadway (Look for the Silver Lining)
- 1952: Just Across the Street